# Укарлино
Укарлино (баш. Үкәрле) — деревня в Нуримановском районе Башкортостана, входит в состав Байгильдинского сельсовета.

## Население
| 2002 | 2009 | 2010 |
| ---- | ---- | ---- |
| 193  | ↘178 | ↘165 |

Национальный состав
Согласно переписи 2002 года, преобладающая национальность — татары (76 %). Основной язык общения — татарский.

## Географическое положение
Расстояние до:
- районного центра (Красная Горка): 25 км,
- центра сельсовета (Байгильдино): 5 км,
- ближайшей ж/д станции (Иглино): 25 км.

Деревня находится в 50 км к северу от Уфы, в километре от деревни проходит автомобильная дорога Иглино — Красная Горка — Павловка. Деревня располагается на берегу озера-старицы Каргинское в 5 километрах от реки Уфа. Природная зона деревни соответствует широколиственным лесам, состоящим в основном из дуба черешчатого, липы мелколистной, вяза шершавого и клёна остролистного. В трех километрах севернее д. Укарлино находится озеро Упканкуль — единственное озеро с водяным орехом в Республике Башкортостан. В деревне имеются детский сад, филиал Байгильдинского лицея, медицинский пункт, автопарк агрофирмы «Идель», сельский клуб, мечеть.

## Климат
Умеренно континентальный. Короткое лето, продолжительная холодная и снежная зима. Несмотря на близость к Уфе, из-за более северного расположения и близости Уфимского плато зимние температуры часто опускаются ниже, чем в городе Уфа, на 5—10°С. Зона морозостойкости USDA 3.

## Исторические сведения

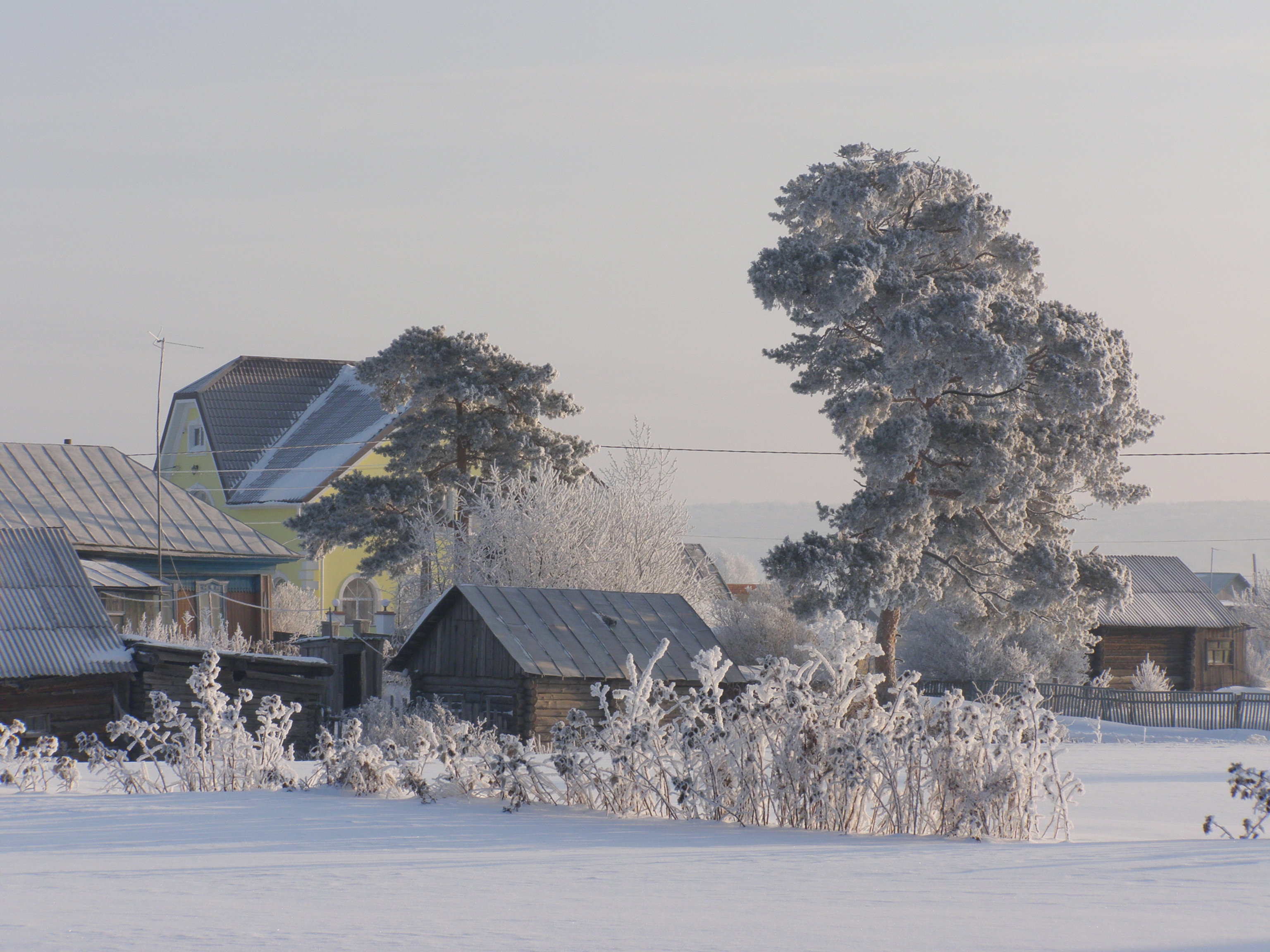
Сосны деревни Укарлино зимой

Деревня основана казанскими татарами в середине XVII века (не позднее 1663 г.). Название деревни происходит от антропонима Укарле, основателя деревни. О самом Укарле исторических сведений не сохранилось. Известны его сын — Илекей Укарлин, внуки Атачика и Аиттер Илекеевы. Деревня впервые упоминается в челобитье 1728 года, где тептяр Аттачика Илекеев (внук Укарле) пишет, что в прошлом их деды в казну города Уфы платили бобыльский куничный ясак из деревни Укарлино Уфимского уезда Сибирской дороги, а уже лет 40 назад (в 1688 году) их отцы Илекей Укарлин, Янбулат Анбулатов и другие переписались в окладной тептярский ясак Уфимскому уезду Ногайской дороги Минской волости через башкир своих родственников Уразая Булашева и Исанома Уразаева, о чем у них имеются сберегательные указы из Уфимской Канцелярии, по которым они платят тептярский ясак с обозначенными родственниками, участвовали в походе на Азов и шведских походах, давали подмогу. Далее в челобитье дается просьба, чтобы их пожаловали и указали платить тептярский ясак с родственниками башкирами из Минской волости, бобылями их и их детей больше не считали и ни на какие работы не привлекали. Несмотря на существование этого документа, в котором говорится о заключении договора укарлинцев с башкирами Минской волости в 1688 году, 18 декабря 1706 года был заключен договор укарлинцев с башкирами Кудейской волости, когда башкиры Мокша Артегенев, Капай Калмаккулов, Умитяк Акелов, Айткул Шалдыков и другие отдали ясачным татарам д. Укарлино Аиттеру Илекееву, Ураку Яныбекову, Байгильде Лукьянову и всем их односельчанам пахотные земли, сенокосы и рыбные ловли от озера Каргинское до озера Арклы-аккан с истоком, от озера Аргази до озера Каракуль и озера Ювадак. Границами земель укарлинцев стали земли до истока озера Ильчебей и по Минской меже возле озер и до реки Уфы. За аренду они должны были платить по 10 алтын в год. 12 апреля 1717 года был заключен новый договор, в котором участвовали те же люди, что и в 1706 году. По этому договору было еще раз подтверждено, что ясачные татары могут и далее по той же арендной плате жить на той вотчинной земле башкир Кудейской волости, но здесь вместо занятой башкирами второй половины Ильчебеевской поляны татары получили поляны озера Каракуль и поляну около озера Арклы-аккан.

## Известные уроженцы
- Лукманов Давид Дамустанович — доктор экономических наук, профессор, заведующий кафедрой экономической теории Башкирского государственного аграрного университета.[6]
- Кулуев Булат Разяпович — доктор биологических наук, заведующий лабораторией геномики растений Института биохимии и генетики Уфимского федерального исследовательского центра РАН, профессор кафедры биохимии и биотехнологии БашГУ.

## Фотогалерея

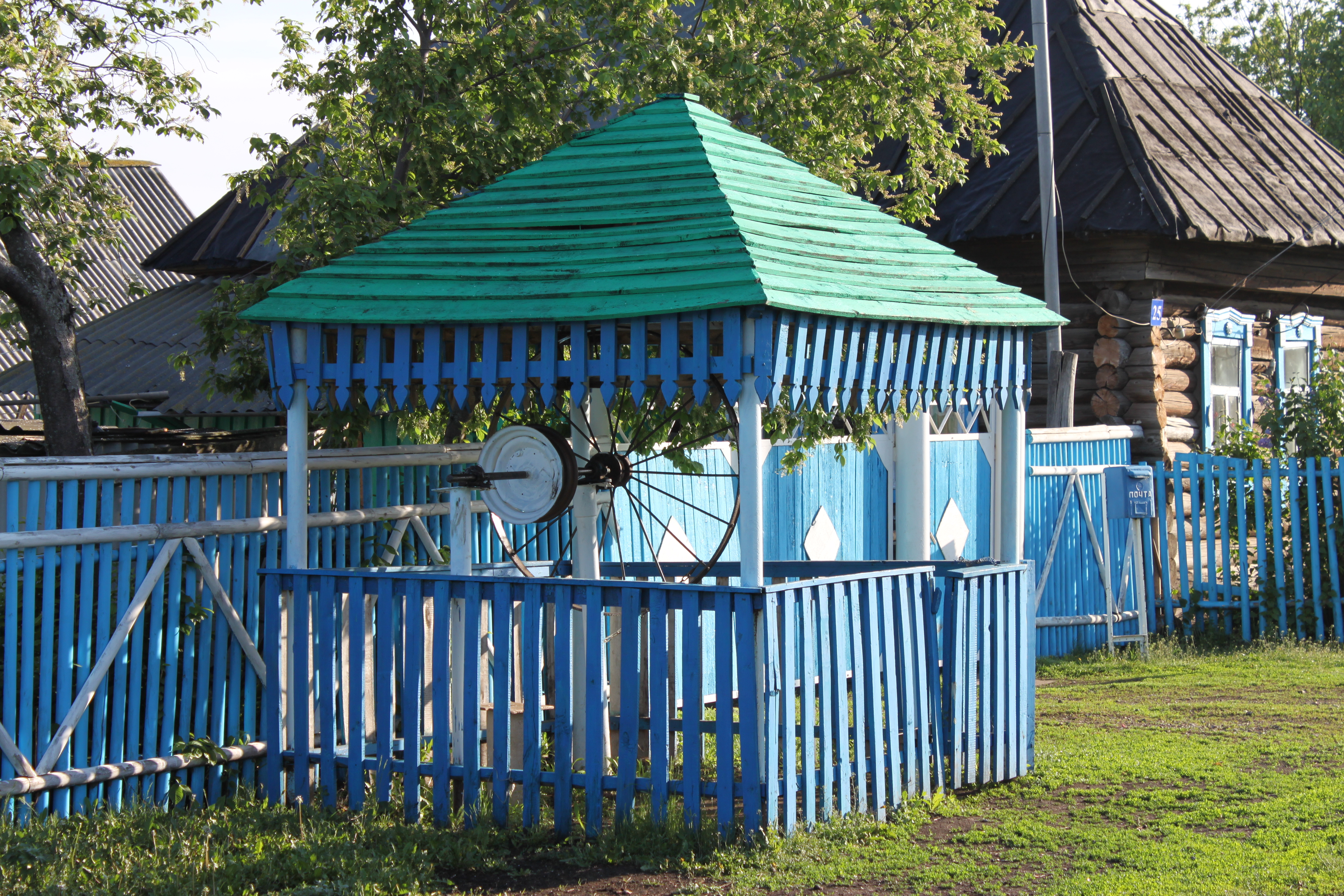
Один из колодцев деревни
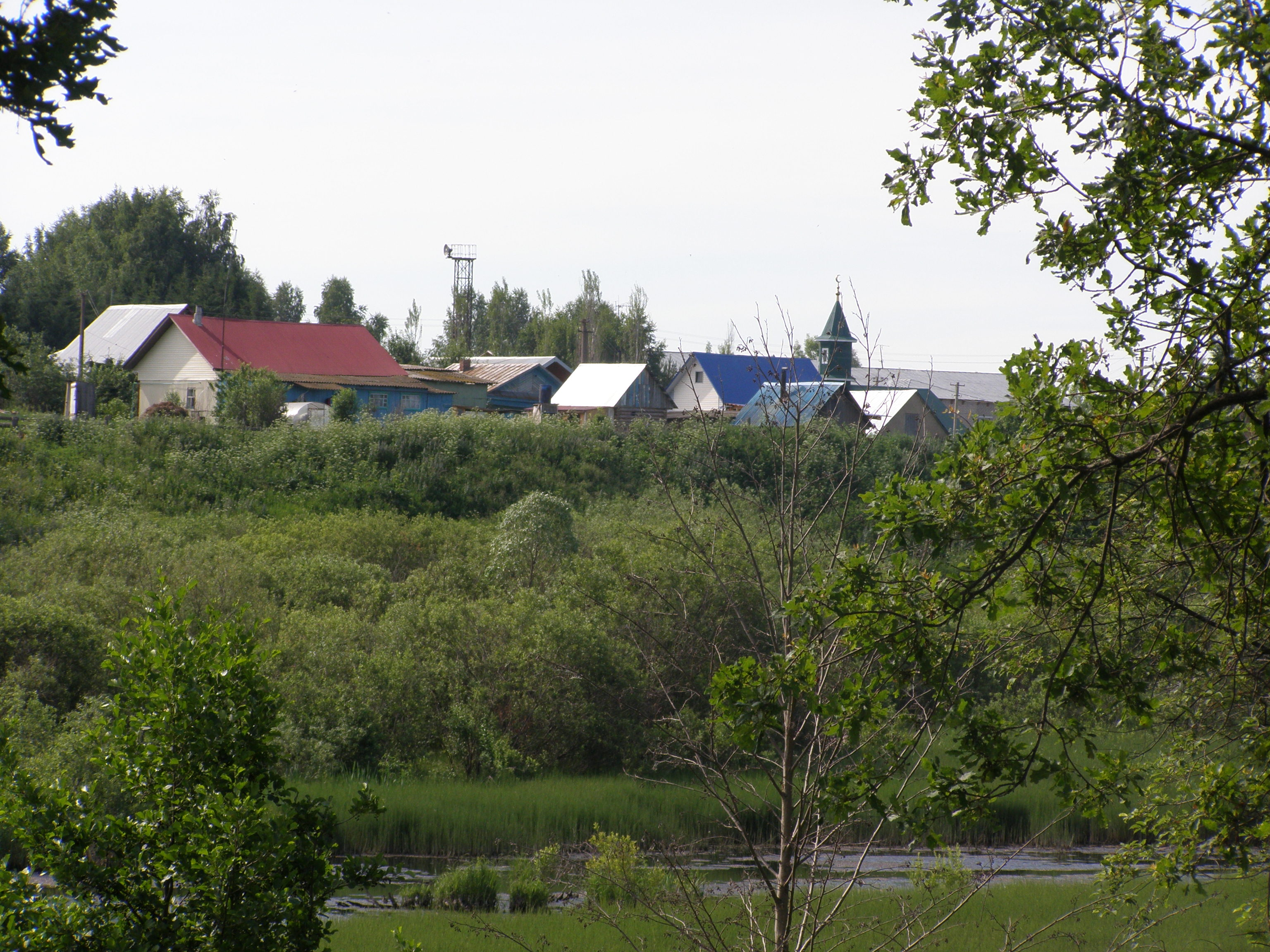
Вид на деревню со стороны озера Каргинское
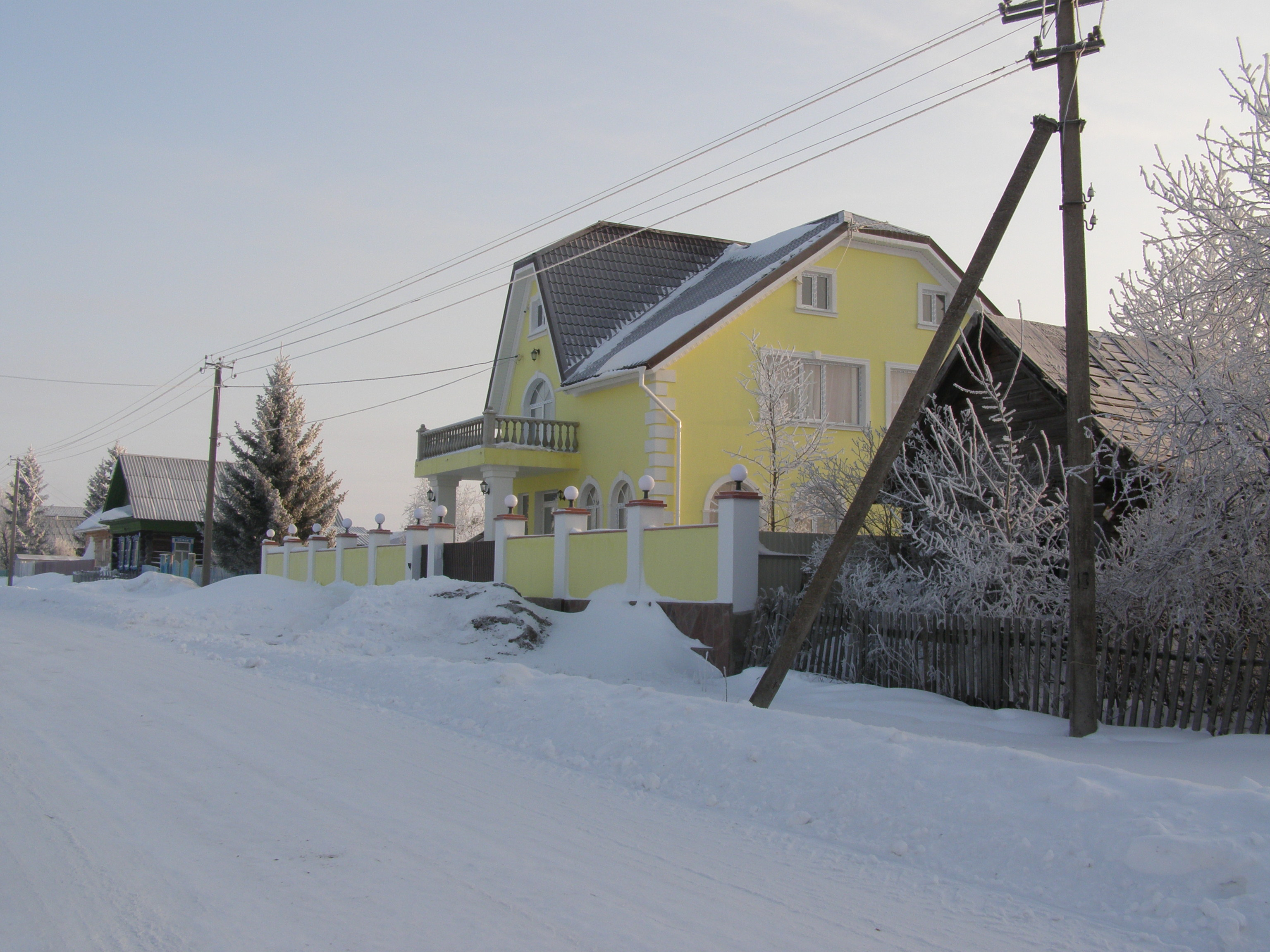
Один из домов деревни
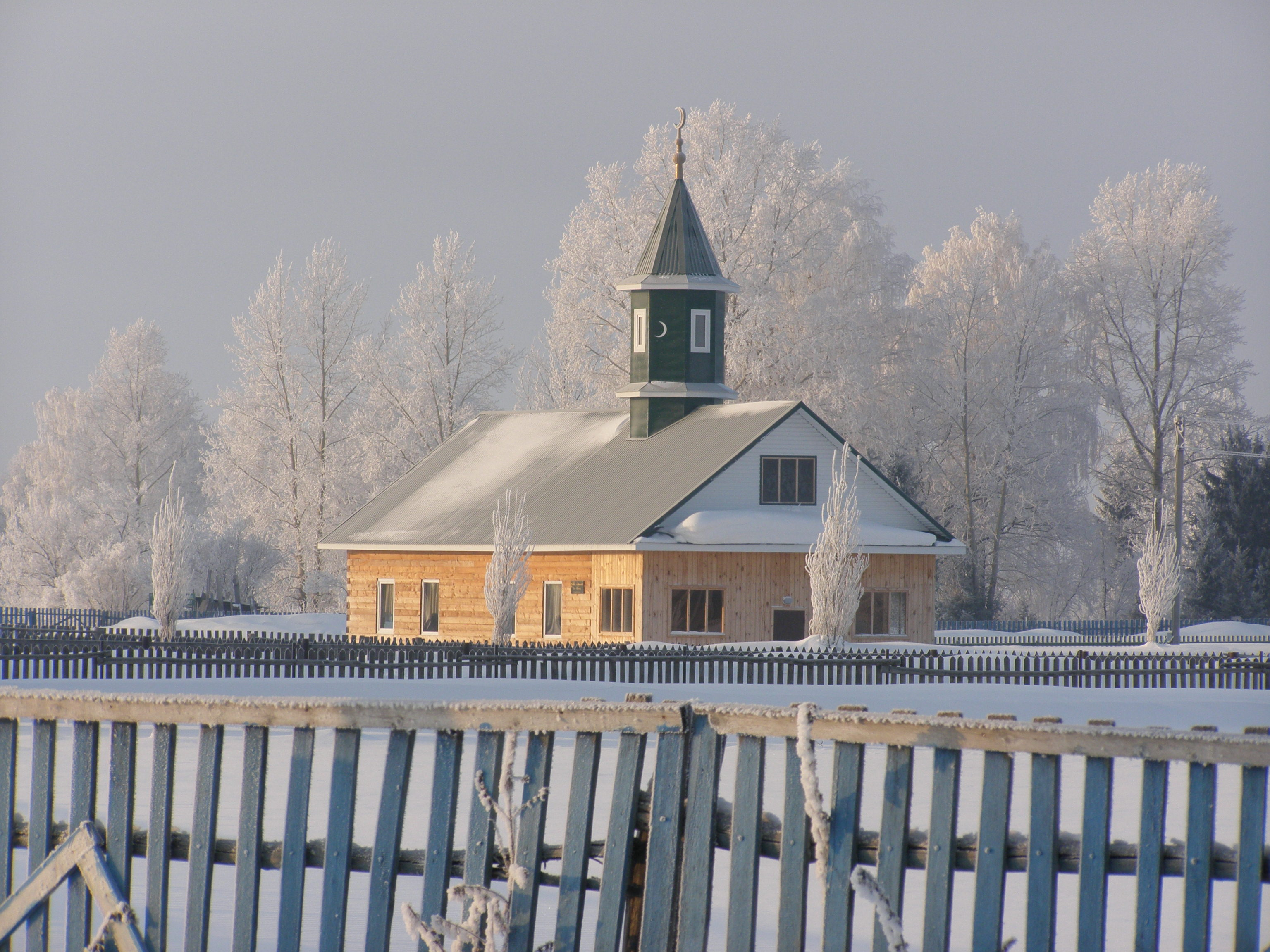
Мечеть деревни Укарлино
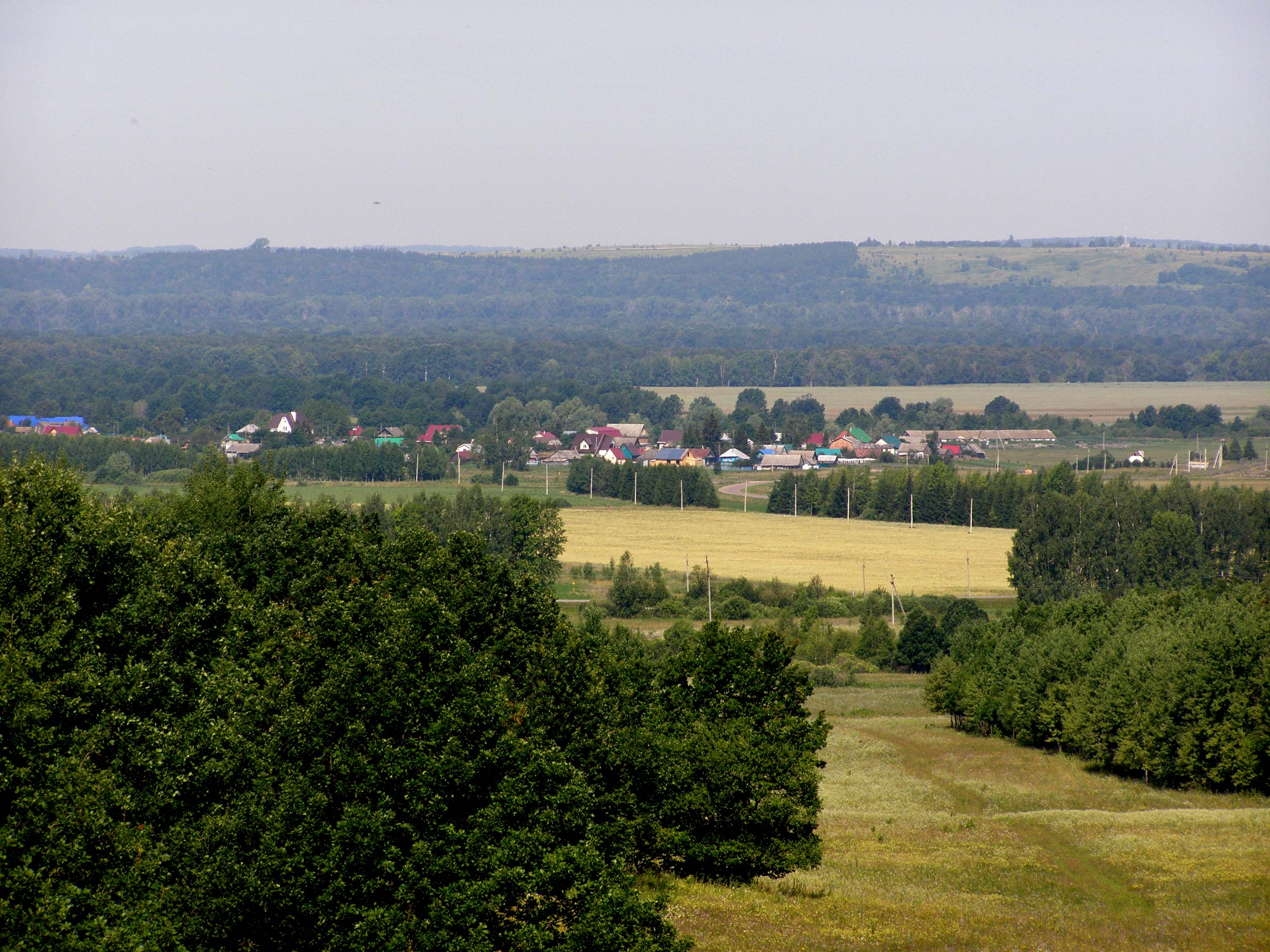
Вид на деревню со стороны восточного холма у д. Урман